# Campeonato Europeo de Ciclismo en Ruta de 2017
El II Campeonato Europeo de Ciclismo en Ruta se realizó en Herning (Dinamarca) entre el 2 y el 6 de agosto de 2017, bajo la organización de la Unión Europea de Ciclismo (UEC) y la Unión Ciclista Danesa.
El campeonato constó de carreras en las especialidades de contrarreloj y de ruta, en las divisiones élite masculino, élite femenino, femenino sub-23 y masculino sub-23. En total se otorgaron ocho títulos de campeón europe

## Programa
El programa de competiciones es el siguiente:
| Día          | Prueba                        | Trayecto        | Distancia (km) | Ganador                          |
| ------------ | ----------------------------- | --------------- | -------------- | -------------------------------- |
| Contrarreloj |                               |                 |                |                                  |
| 2 de agosto  | Contrarreloj sub-23 femenina  | Herning         | 31,5           | Pernille Mathiesen ( Dinamarca)  |
| 3 de agosto  | Contrarreloj sub-23 masculina | Herning         | 31,5           | Kasper Asgreen ( Dinamarca)      |
| 3 de agosto  | Contrarreloj élite femenina   | Herning         | 31,5           | Ellen van Dijk · ( Países Bajos) |
| 3 de agosto  | Contrarreloj élite masculina  | Herning         | 46,0           | Victor Campenaerts · ( Bélgica)  |
| Contrarreloj |                               |                 |                |                                  |
| 4 de agosto  | Ruta sub-23 femenina          | Herning–Herning | 100,5          | Pernille Mathiesen ( Dinamarca)  |
| 5 de agosto  | Ruta sub-23 masculina         | Herning–Herning | 160,8          | Casper Pedersen ( Dinamarca)     |
| 5 de agosto  | Ruta élite femenina           | Herning–Herning | 120,6          | Marianne Vos · ( Países Bajos)   |
| 6 de agosto  | Ruta élite masculina          | Herning–Herning | 241,2          | Alexander Kristoff · ( Noruega)  |

1. ↑  Circuito de 20 km – 5 vueltas.
2. ↑  Circuito de 20 km – 8 vueltas.
3. ↑  Circuito de 20 km – 6 vueltas.
4. ↑  Circuito de 20 km – 12 vueltas.

## Resultados

### Masculino
- Contrarreloj individual

| Puesto | Ciclista           | País    | Tiempo   |
| ------ | ------------------ | ------- | -------- |
| Oro    | Victor Campenaerts | Bélgica | 53:12,86 |
| Plata  | Maciej Bodnar      | Polonia | 53:15,40 |
| Bronce | Ryan Mullen        | Irlanda | 53:17,22 |

- Ruta

| Puesto | Ciclista           | País         | Tiempo  |
| ------ | ------------------ | ------------ | ------- |
| Oro    | Alexander Kristoff | Noruega      | 5:41:10 |
| Plata  | Elia Viviani       | Italia       | 5:41:10 |
| Bronce | Moreno Hofland     | Países Bajos | 5:41:10 |

### Femenino
- Contrarreloj individual

| Puesto | Ciclista             | País         | Tiempo   |
| ------ | -------------------- | ------------ | -------- |
| Oro    | Ellen van Dijk       | Países Bajos | 40:33,58 |
| Plata  | Ann-Sophie Duyck     | Bélgica      | 41:31,85 |
| Bronce | Anna van der Breggen | Países Bajos | 41:37,71 |

- Ruta

| Puesto | Ciclista          | País         | Tiempo  |
| ------ | ----------------- | ------------ | ------- |
| Oro    | Marianne Vos      | Países Bajos | 2:51:13 |
| Plata  | Giorgia Bronzini  | Italia       | 2:51:13 |
| Bronce | Olga Zabelinskaya | Rusia        | 2:51:15 |

### Masculino sub-23
- Contrarreloj individual

| Puesto | Ciclista           | País      | Tiempo   |
| ------ | ------------------ | --------- | -------- |
| Oro    | Kasper Asgreen     | Dinamarca | 37:33,38 |
| Plata  | Mikkel Bjerg       | Dinamarca | 37:35,15 |
| Bronce | Corentin Ermenault | Francia   | 37:56,07 |

- Ruta

| Puesto | Ciclista         | País      | Tiempo  |
| ------ | ---------------- | --------- | ------- |
| Oro    | Casper Pedersen  | Dinamarca | 3:31:04 |
| Plata  | Benoît Cosnefroy | Francia   | 3:31:06 |
| Bronce | Marc Hirschi     | Suiza     | 3:31:06 |

### Femenino sub-23
- Contrarreloj individual

| Puesto | Ciclista              | País      | Tiempo   |
| ------ | --------------------- | --------- | -------- |
| Oro    | Pernille Mathiesen    | Dinamarca | 41:29,47 |
| Plata  | Cecilie Uttrup Ludwig | Dinamarca | 41:33,18 |
| Bronce | Lisa Klein            | Alemania  | 41:40,82 |

- Ruta

| Puesto | Ciclista           | País        | Tiempo  |
| ------ | ------------------ | ----------- | ------- |
| Oro    | Pernille Mathiesen | Dinamarca   | 2:32:50 |
| Plata  | Susanne Andersen   | Noruega     | 2:32:57 |
| Bronce | Alice Barnes       | Reino Unido | 2:32:57 |

## Medallero
| Núm. | País         | Oro | Plata | Bronce | Total |
| ---- | ------------ | --- | ----- | ------ | ----- |
| 1    | Dinamarca    | 4   | 2     | 0      | 6     |
| 2    | Países Bajos | 2   | 0     | 2      | 4     |
| 3    | Bélgica      | 1   | 1     | 0      | 2     |
| 3    | Noruega      | 1   | 1     | 0      | 2     |
| 5    | Italia       | 0   | 2     | 0      | 2     |
| 6    | Francia      | 0   | 1     | 1      | 2     |
| 7    | Polonia      | 0   | 1     | 0      | 1     |
| 8    | Alemania     | 0   | 0     | 1      | 1     |
| 8    | Irlanda      | 0   | 0     | 1      | 1     |
| 8    | Reino Unido  | 0   | 0     | 1      | 1     |
| 8    | Rusia        | 0   | 0     | 1      | 1     |
| 8    | Suiza        | 0   | 0     | 1      | 1     |
|      | TOTAL        | 8   | 8     | 8      | 24    |